# Región de la Patagonia
La Región de la Patagonia es una región para el desarrollo económico y social de Argentina conformada por seis provincias de la Patagonia: La Pampa , Río Negro, Neuquén, Chubut, Santa Cruz y Tierra del Fuego, Antártida e Islas del Atlántico Sur. Tiene una superficie de 930 638 km² en el área continental americana o 1 911 605 km² si se incluye los territorios reclamados por Argentina.
Esta región es la que tiene el mayor índice de desarrollo humano de Argentina y contiene un PBI per cápita de 24 049 dólares. Si se incluye a las Islas del Atlántico Sur, estaría rondando los 29 000 dólares.

## Tratado Fundacional de la Región de la Patagonia
La Constitución de la Nación Argentina establece en su artículo n.º 124 la posibilidad de que las provincias se integren formando regiones para fines de desarrollo económico y social. 
La región fue creada mediante el tratado firmado en la ciudad de Santa Rosa (capital de la provincia de La Pampa) el 26 de junio de 1996 por los seis gobernadores patagónicos, llamado Tratado Fundacional de la Región de la Patagonia.

Art. 1. Crear, en el marco de las Constituciones Provinciales y del artículo 124 y concordantes de la Constitución Nacional, la Región de la Patagonia integrada por las provincias de Tierra del Fuego, Antártida e Islas del Atlántico Sur, de Santa Cruz; del Chubut; de Río Negro; del Neuquén y de La Pampa.

Art. 6.El presente tratado de creación de la región será sometido a la aprobación de las respectivas legislaturas de cada una de las provincias intervinientes.

En otros artículos el tratado creó la asamblea de gobernadores y reconoció la existencia del Parlamento Patagónico, que había sido creado el 1 de noviembre de 1991.
La conducción política de la región reside en la asamblea de gobernadores, integrada por los gobernadores de las provincias firmantes. El tratado reconoce la existencia previa del Parlamento Patagónico, que fue creado el 1 de noviembre de 1991 como instancia de debate legislativo formado por todos los legisladores provinciales de las provincias patagónicas. El tratado no tiene la previsión de incorporación de nuevas provincias a la región. El tratado fundacional menciona la existencia de dos subregiones: Patagonia Norte y Patagonia Sur, sin especificar qué provincias integran cada una.
El tratado fue ratificado por las legislaturas de La Pampa (1996) Chubut (1996), Santa Cruz (1996), Tierra del Fuego (1996), Neuquén (1996) y Río Negro (2007).

## Estatuto del Parlamento Patagónico
El Estatuto del Parlamento Patagónico fue aprobado el 1 de noviembre de 1991, cuando fue creado el parlamento.

Integración del Organismo
 Art. 1. El Parlamento Patagónico es un organismo para el debate democrático de los problemas comunes y la elaboración de propuestas conjuntas para su superación y concreción, integrado por los legisladores electos en funciones de las Legislaturas Provinciales de Tierra del Fuego, Santa Cruz, Chubut, Río Negro, Neuquén y La Pampa.

Representación Legislativa en el Parlamento
 Art. 2. Cada legislatura provincial designara de su seno hasta un máximo de doce (12)
titulares y tres (3) legisladores suplentes, debiendo en dicha designación respectar la composición política de la misma, a efectos de asegurar el máximo pluralismo en la constitución del Parlamento Patagónico. A efectos del quórum y las mayorías cada legislatura provincial deberá participar con un máximo de siete (7) legisladores en las sesiones.

## Estatuto de la Región de la Patagonia
El Estatuto de la Región de la Patagonia fue redactado por el Parlamento Patagónico y aprobado por las legislaturas provinciales:

Art. 1. Las Provincias Patagónicas, constituidas como Región, mediante el Tratado Fundacional de la Región de la Patagonia, en el pleno ejercicio de las facultades consagradas a éstas por la Constitución Nacional, a fines de avanzar en un proceso de mutua cooperación e integración, fundado en la solidaridad interprovincial y en las comunes problemáticas e intereses que las unen, convienen en regirse por lo establecido en dicho Tratado Fundacional, por el presente Estatuto y las normas de carácter regional que en su consecuencia se dicten.

Art. 2. La Región de la Patagonia se constituye como un ámbito de unión de voluntades políticas para la concreción de intereses comunes en relación a la región, en su propio beneficio y en el de cada una de las Provincias integrantes como así también ante el Gobierno Federal. La pertenencia de los Estados provinciales a la Región no afecta su autonomía ni la de sus municipios y el pleno ejercicio de sus competencias políticas con sagradas en la Constitución Nacional y en sus respectivas Cartas Magnas.

Art. 4. El territorio de la Región de la Patagonia está conformado por las provincias de La Pampa, Neuquén, Río Negro, Chubut, Santa Cruz y Tierra del Fuego, Antártida e Islas del Atlántico Sur, abarcando el subsuelo, el Mar Argentino adyacente y el espacio aéreo correspondiente.

Art. 6. Se establecen como Órganos de Gobierno de la Región, la Asamblea de Gobernadores y el Parlamento Patagónico, como Órgano Ejecutivo la Comisión Administrativa y como Órgano de Asesoramiento y Consulta el Foro de Superiores Tribunales de Justicia de la Patagonia.

Art. 16. El Parlamento Patagónico está integrado por los Legisladores pertenecientes a las Legislaturas de las Provincias signatarias.

## Población
| Provincia                                                          | CPA | Pob. (2001) | Pob. (2010) | Pob. (2022) | Sup. (km²)  | Capital      | Bandera |
| ------------------------------------------------------------------ | --- | ----------- | ----------- | ----------- | ----------- | ------------ | ------- |
| Provincia de Río Negro                                             | R   | 573 394     | 638 645     | 750 768     | 203.013     | Viedma       |         |
| Provincia del Neuquén                                              | Q   | 474 155     | 551 266     | 710 814     | 94 078      | Neuquén      |         |
| Provincia del Chubut                                               | U   | 413 237     | 509 108     | 592 621     | 224.686     | Rawson       |         |
| Provincia de La Pampa                                              | L   | 299 294     | 318 951     | 361 859     | 143 440     | Santa Rosa   |         |
| Provincia de Santa Cruz                                            | Z   | 197 191     | 273 964     | 337 226     | 243 943     | Río Gallegos |         |
| Provincia de Tierra del Fuego, Antártida e Islas del Atlántico Sur | V   | 100 960     | 185 732     | 156 509     | 21 571 (1)  | Ushuaia      |         |
| Total                                                              | -   | 2 058 231   | 2 419 139   | 2 909 797   | 930 731 (2) | -            | -       |

(1) Si se incluyen a la Antártida Argentina e Islas del Atlántico Sur 1 002 445 km²

(2) Si se incluyen a la Antártida Argentina e Islas del Atlántico Sur 1 911 605 km²